# Conus echo
Espèce
Statut de conservation UICN

 LC  : Préoccupation mineure
Conus echo est une espèce de mollusques gastéropodes marins de la famille des Conidae.
Comme toutes les espèces du genre Conus, ces escargots sont prédateurs et venimeux. Ils sont capables de « piquer » les humains et doivent donc être manipulés avec précaution, voire pas du tout.

## Description
La taille de la coquille varie entre 38 mm et 69 mm.

## Distribution
Cette espèce est présente dans l'Océan Indien au large de la Somalie.

### Niveau de risque d’extinction de l’espèce
Selon l'analyse de l'UICN réalisée en 2011 pour la définition du niveau de risque d'extinction, cette espèce est endémique de la Somalie où elle est présente de Berbera au nord à Kisimalo, 230 km au nord de la frontière kényane, au sud. Le conflit civil en Somalie rend toute évaluation de cette espèce impraticable. Cependant, il est peu probable qu'elle soit affectée par les menaces de pollution qui touchent couramment la région en raison de son habitat en eaux profondes et aussi de l'instabilité politique. Cela signifie également qu'il est probable qu'il n'y ait pas de collecte de la coquille. L'espèce est donc considérée comme étant de préoccupation mineure, bien que l'on sache peu de choses sur l'état de sa population et que l'on pense qu'elle est intrinsèquement rare.

## Taxonomie

### Publication originale
L'espèce Conus echo a été décrite pour la première fois en 1989 par le malacologiste français José Lauer (1937-2002),.

### Synonymes
- Conus (Darioconus) echo Lauer, 1989 · appellation alternative
- Conus pennaceus echo Lauer, 1989 · non accepté
- Conus pennaceus echo Maccà, 1988 · non accepté
- Darioconus echo (Lauer, 1989) · non accepté

## GenreConus

### Identifiants taxinomiques
Chaque taxon catalogué par les bases de données biologiques et taxonomiques possède un identifiant qui permet d'établir un point de référence. Les identifiants de Conus echo dans les principales bases sont les suivants :
CoL : XXBN - GBIF : 7446384 - iNaturalist : 431947 - TAXREF : 155488 - UICN : 192450 - WoRMS : 751875